# 布蘭奇鎮區 (密歇根州)
布蘭奇鎮區（英語：Branch Township）是位於美國密歇根州梅森縣的一個行政鎮區。

## 地方資料
布蘭奇鎮區的面積為93.20平方千米，當中陸地面積為92.70平方千米，而水域面積為0.50平方千米。根據2020年美國人口普查的數據，當地共有人口1405人，而人口密度為每平方千米15.08人。